# Stephanolepis diaspros
Stephanolepis diaspros es una especie de peces de la familia Monacanthidae en el orden de los Tetraodontiformes.

## Morfología
Los machos pueden llegar alcanzar los 25 cm de longitud total.

## Alimentación
Come invertebrados pequeños.

## Hábitat
Es un pez de mar y de clima tropical y demersal que vive entre 20-50 m de profundidad.

## Distribución geográfica
Se encuentra desde el Golfo Pérsico hasta el Mar Rojo (desde donde ha entrado en el Mediterráneo a través del Canal de Suez).

## Observaciones
Es inofensivo para los humanos.